# Meservey
Meservey és una població dels Estats Units a l'estat d'Iowa. Segons el cens del 2000 tenia 252 habitants.

## Demografia
Segons el cens del 2000, Meservey tenia 252 habitants, 123 habitatges, i 75 famílies. La densitat de població era de 64,4 habitants/km².
Dels 123 habitatges en un 21,1% hi vivien nens de menys de 18 anys, en un 52% hi vivien parelles casades, en un 8,1% dones solteres, i en un 39% no eren unitats familiars. En el 34,1% dels habitatges hi vivien persones soles el 20,3% de les quals corresponia a persones de 65 anys o més que vivien soles. El nombre mitjà de persones vivint en cada habitatge era de 2,05 i el nombre mitjà de persones que vivien en cada família era de 2,6.
Per edats la població es repartia de la següent manera: un 16,7% tenia menys de 18 anys, un 7,5% entre 18 i 24, un 21,8% entre 25 i 44, un 26,6% de 45 a 60 i un 27,4% 65 anys o més.
L'edat mediana era de 48 anys. Per cada 100 dones de 18 o més anys hi havia 89,2 homes.
La renda mediana per habitatge era de 32.500 $ i la renda mediana per família de 36.042 $. Els homes tenien una renda mediana de 28.438 $ mentre que les dones 16.406 $. La renda per capita de la població era de 16.043 $. Entorn del 7,2% de les famílies i el 8,9% de la població estaven per davall del llindar de pobresa.

## Poblacions més properes
El següent diagrama mostra les poblacions més properes.